# Ursula Piëch
Ursula Piëch (* 19. Mai 1956 als Ursula Plasser in Braunau am Inn) ist eine österreichische Wirtschaftsmanagerin. Von April 2012 bis 25. April 2015 war sie Mitglied im Aufsichtsrat der Volkswagen AG. Sie war die zweite Ehefrau von Ferdinand Piëch (1937–2019).

## Leben
Ursula Plasser erlernte den Beruf der Kindergärtnerin und Horterzieherin mit zusätzlichem Prüfungsfach Wirtschaft und Recht. Mit 25 Jahren leitete sie einen Kindergarten, als sie sich 1982 auf ein Inserat von Ferdinand Piëchs damaliger Lebensgefährtin Marlene Porsche meldete, die eine Gouvernante suchte. Im September 1984 heiratete Ursula Plasser Ferdinand Piëch. Ihr Ehename ist Piëch. Aus dieser Ehe gingen drei gemeinsame Kinder hervor, aus früheren Verbindungen hat Ferdinand Piëch neun weitere Kinder.
Schon seit 2001 hat Ursula Piëch Einfluss auf die Geschicke der Volkswagen AG. Sie war Stellvertreterin ihres Mannes im Stiftungsrat der zwei Privatstiftungen, in die er seine Unternehmensbeteiligungen eingebracht hat. 2010 bestimmte Ferdinand Piëch sie testamentarisch zu seiner zukünftigen Nachfolgerin. Auf der Hauptversammlung vom 19. April 2012 wurde Ursula Piëch in den Aufsichtsrat der Volkswagen AG gewählt. Sie ersetzte damit auf der Kapitalseite den TUI-Chef Michael Frenzel. Am 25. April 2015 legte sie ihr Aufsichtsratsmandat nieder.
Außerdem ist Ursula Piëch Vorsitzende des Kuratoriums der Modellschule Neue Schule in Wolfsburg.